# Partido Moderado (Espanha)
O Partido Moderado era a principal organização política liberal espanhola durante o reinado de Isabel II de Espanha, no século XIX, nascida em 1834 sob a presidência governamental de Francisco Martínez de la Rosa.
Os seus principais ideais eram:
- Fortalecimento de poder real.
- Capitalismo puro
- Paz interna nacional
- Centralismo total, situado em Madrid.

Durante a sua existência teve o apóio do exército, a burguesia, os terratenentes e as classes médias em parte (a chamadas "pessoas de ordem").
Uma vez derrotado o carlismo, alguns dos seus membros mais moderados e condescendentes incorporaram-se ao partido.
Após a revolução de 1868, e a constituição de 1869 não obteve representação nas novas cortes, e perdeu todo o seu poder.
Após a restauração da monarquia em 1874, uniu-se com a União Liberal para formar o Partido Conservador, sob a direção de Cánovas del Castillo.